# Mystique rhénane
La mystique rhénane est un courant spirituel catholique de grande ampleur, qui s'est étendu approximativement des Flandres à la Rhénanie,  entre le XIIIe et le XIVe siècle. 
Lorsqu'ils entendent souligner son extension géographique, les spécialistes parlent de « mystique rhéno-flamande », mais lorsqu'ils veulent désigner le courant par son épicentre culturel (de Cologne à Constance), ils le nomment « mystique rhénane », certains[Qui ?] allant jusqu'à réserver cette expression à la tendance spéculative (eckhartienne) du courant. 
Ses plus célèbres représentants sont Hildegarde de Bingen et Gertrude de Helfta, Hadewijch d'Anvers et Mathilde de Magdebourg, Maître Eckhart, Henri Suso et Jean Tauler, ainsi que Jan van Ruusbroec. 

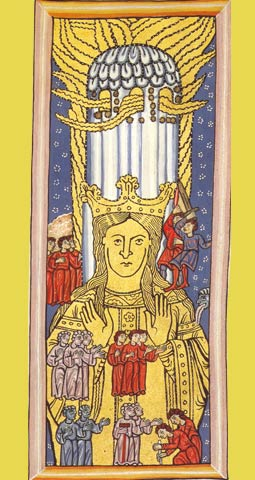
Hildegarde von Bingen, ancêtre de la Mystique rhénane

## Contexte historique

### XIIesiècle
La mystique rhénane trouve son origine dans le bouillonnement spirituel du XIIe siècle, lequel se manifeste par la réforme ou la fondation d'ordres monastiques : cisterciens, chartreux, fontevristes, etc., auxquels on peut adjoindre les prémontrés. Ces nouveaux ordres religieux drainent de nombreuses recrues, de sorte qu'entre l'Escaut et le Rhin, les fondations de monastères masculins, et plus encore féminins, se multiplient. Ces communautés développent une théologie basée sur leur mode de vie : liturgie, lectio divina, contemplation. Ainsi, avec saint Bernard, mais aussi Rupert de Deutz ou Philippe de Harveng, émerge une exégèse spirituelle des textes sacrés qui va faire école. En Rhénanie, deux bénédictines dominent cette époque : Hildegarde de Bingen et Élisabeth de Schönau.

### XIIIesiècle

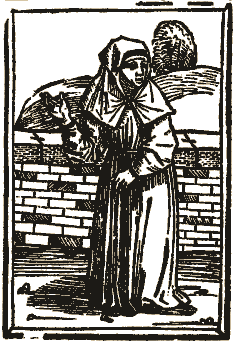
Une béguine au XVe siècle

Le XIIIe siècle voit l'apparition de mouvements apostoliques qui cherchent à mettre en exergue et pratiquer la pauvreté évangélique. Parmi ceux-ci, les uns vont être jugés hétérodoxes (les cathares ou les disciples de Pierre Valdo, par exemple), tandis que d'autres vont devenir des fers de lance de la chrétienté, à savoir les ordres mendiants, fondés par saint François (franciscains) et saint Dominique (dominicains). Ce phénomène vient du Sud de l'Europe, mais le Nord (Flandre, Brabant, Pays-Bas, Allemagne du Nord) va également être témoin d'une forme de vie inédite, relevant de la mouvance apostolique : les béguines, dont l'origine demeure, à ce jour, sujette à hypothèses. 
Ces femmes ne sont pas des religieuses, mais elles vivent pieusement, dans de petites communautés, travaillant de leurs mains pour gagner leur pain, et soignant les malades. Comme il ne s'aligne pas sur les cadres reconnus par l'Église, ce mode d'existence et la culture spécifique qui l'accompagne, vont attirer la suspicion des autorités. Les cisterciens et les prémontrés s'étant récusés, les béguines trouveront parmi le personnel des ordres mendiants des directeurs spirituels avertis. Arrivés à Cologne en 1221, les dominicains rencontrent un énorme succès en Rhénanie : nantis de leur prestige intellectuel, ce sont eux qui guideront la plupart des béguines de la région, mais aussi les moniales dominicaines et même les cisterciennes ; étant donné qu'ils s'expriment en moyen allemand, leur prédication va également toucher des groupes dévots (les Amis de Dieu) et le petit peuple.  
Au mouvement béguinal du XIIIe siècle appartiennent, d'ouest en est, des personnalités comme Hadewijch d'Anvers, Marguerite Porète, sainte Lutgarde d'Aywiers, la Bienheureuse Marie d'Oignies, sainte Julienne de Cornillon et Mechtilde de Magdebourg, laquelle finira ses jours dans le fameux monastère de Helfta. Cette communauté cistercienne fondée par Gertrude de Hackeborn, compte, à cette époque, deux illustres mystiques : sainte Mechtilde de Hackeborn et sainte Gertrude la Grande. Du côté belge, il convient de citer une autre moniale : Béatrice de Nazareth.

### XIVesiècle

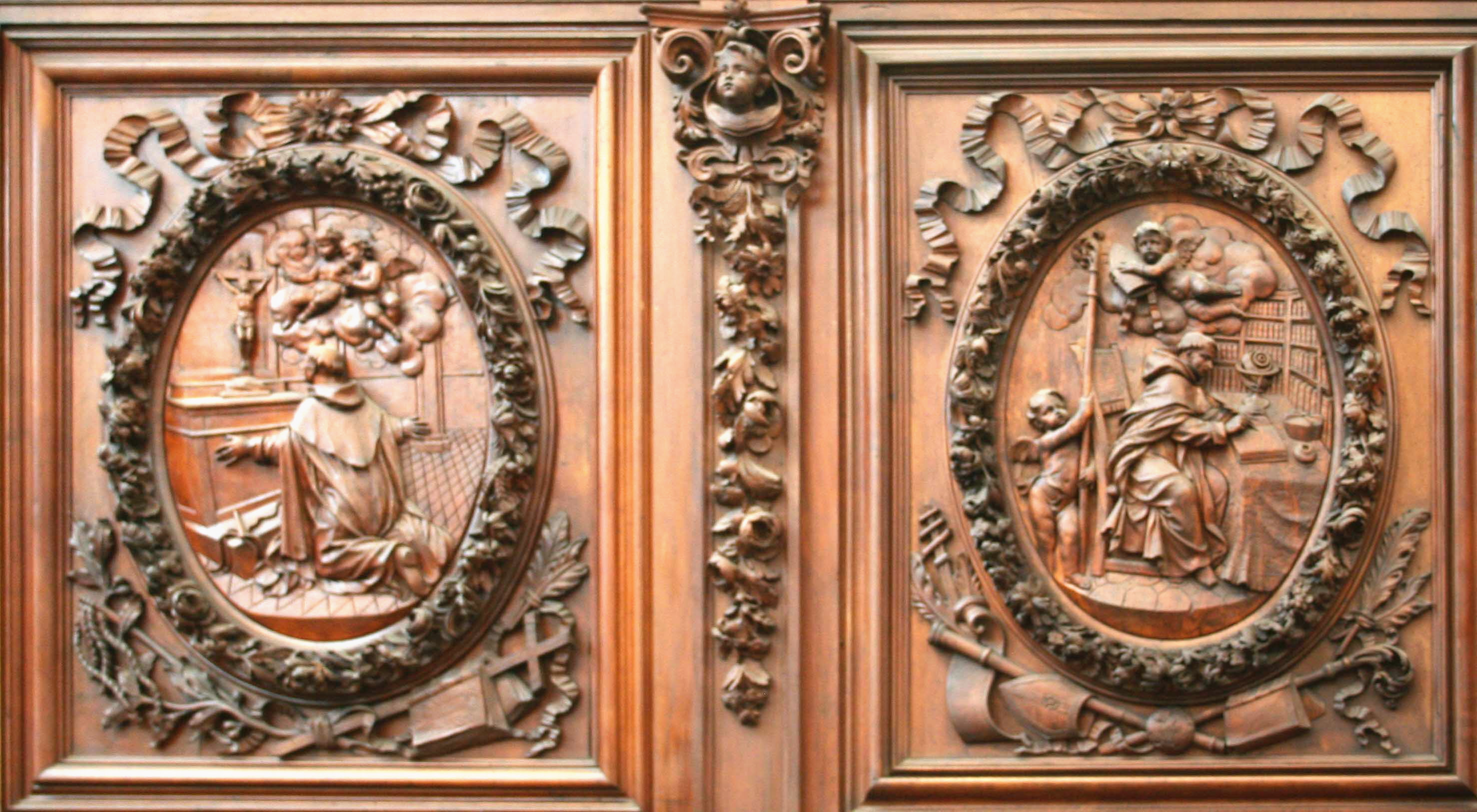
Henri Suso et Albert le Grand, deux représentants dominicains de la Mystique rhénane

Le XIVe siècle assiste à l'émergence de la mystique spéculative dans le milieu rhénan. En 1314, Maître Eckhart a une cinquantaine d'années, lorsqu'il est chargé du studium (centre de formation universitaire) dominicain de Cologne, où il recevra comme élèves ceux qui deviendront ses principaux disciples : Henri Suso et Jean Tauler. Tous trois vont s'attacher à une double mission : d'une part, jeter des passerelles entre l'expérience des béguines et moniales, et les concepts de la théologie scolastique ; d'autre part, se démarquer de cercles voisins, considérés comme hérétiques (secte du Libre-Esprit), et ce dans le contexte délicat de la condamnation du mouvement béguinal, prononcé par le concile de Vienne (1311-1312). Pour y parvenir, ils se basent essentiellement, à la suite de saint Albert le Grand (dominicain de Cologne), sur la théologie du Pseudo-Denys, un philosophe néoplatonicien du Ve siècle, converti au christianisme, ainsi que sur l'œuvre d'un autre néoplatonicien, Proclus, qui venait d'être traduit. Cependant, contrairement à son aîné, Thierry de Freiberg, Eckhart cherche également à réaliser une synthèse entre ce néoplatonisme et l'aristotélisme de son maître, saint Thomas d'Aquin. Par ailleurs, en contexte brabançon, le chanoine Jan van Ruusbroec opère le lien entre pôle flamand et pôle rhénan. Cependant, sa réévaluation critique de l'œuvre d'Eckhart, après la condamnation posthume de celle-ci en 1329, et sa réhabilitation de l'engagement actif par rapport à la contemplation, prépare la Devotio moderna qui, apparue en Hollande vers la fin XIVe siècle, répandra, dans la zone d'influence de la mystique rhénane, une certaine méfiance à l'égard des constructions intellectuelles et des phénomènes surnaturels.

### XVesiècle
Entre 1400 et 1430, paraît la Theologia deutsch ou Theologia germanica, un ouvrage anonyme qui reprend certaines thèmes eckhartiens, en insistant surtout sur la vie du Christ. Même si Luther apprécie cette œuvre, ainsi que certains textes de Tauler, il n'en reste pas moins que le réformateur ne veut pas fonder sa spiritualité sur l'héritage médiéval, et que la Réforme va faire fermer, au cours du XVIe siècle, toutes les maisons religieuses d'Allemagne. Du côté catholique, Érasme se situe dans la perspective de la Devotio moderna de ses maîtres hollandais : c'est un moraliste, pas du tout un mystique. Parmi les humanistes du XVe siècle, le néoplatonicien Nicolas de Cues est le seul à prendre en compte la théologie apophatique (ou négative) d'Eckhart. Toutefois, à la même époque, le franciscain Harphius compile, adapte et diffuse la doctrine de Ruusbroec, à la faveur de l'invention de l'imprimerie. C'est essentiellement par son intermédiaire que certains aspects de la mystique rhénane vont passer, au XVIe siècle, des Pays-Bas méridionaux en Espagne et en France.

## Spiritualité

### Deux herméneutiques
Sans vouloir rigidifier les oppositions, on distingue habituellement dans la mystique rhénane une tendance affective et une tendance spéculative. Chacune se fonde sur un texte biblique emblématique, assorti d'une herméneutique précise. La tendance affective se base sur une exégèse spirituelle du Cantique des cantiques, tandis que la tendance spéculative se base sur une interprétation métaphysique du Prologue de l'évangile de Jean. L'exégèse spirituelle poursuit une tradition qui débute avec Bernard de Clairvaux, marquée par l'enseignement patristique et la lyrique courtoise, alors que l'interprétation métaphysique constitue une reprise critique de la théologie négative du Pseudo-Denys, marquée par un souci de traduire en termes néoplatoniciens l'approche chrétienne du divin. Le point de départ est évidemment toujours le donné révélé, et sa mise en relation avec l'expérience vécue. Cependant, la tendance affective théorise cette mise en relation au moyen d'un héritage platonicien légué par saint Augustin : dans cette forme d'exemplarisme, il s'agit d'être attentif à l'empreinte trinitaire au cœur des réalités sensibles (particulièrement l'humanité du Christ), en vue d'une élévation progressive vers le Créateur. En revanche, la tendance spéculative insiste essentiellement sur le détachement vis-à-vis du sensible (y compris l'humanité du Christ), considéré comme un néant, ontologiquement parlant : dans cette forme d'intellectualisme, seul le fond de l'âme (intellective) est déiforme, étant donné que la transcendance du Dieu Un réside ultimement dans un pur acte de connaissance, antérieur à l'Être.

### La mystique affective

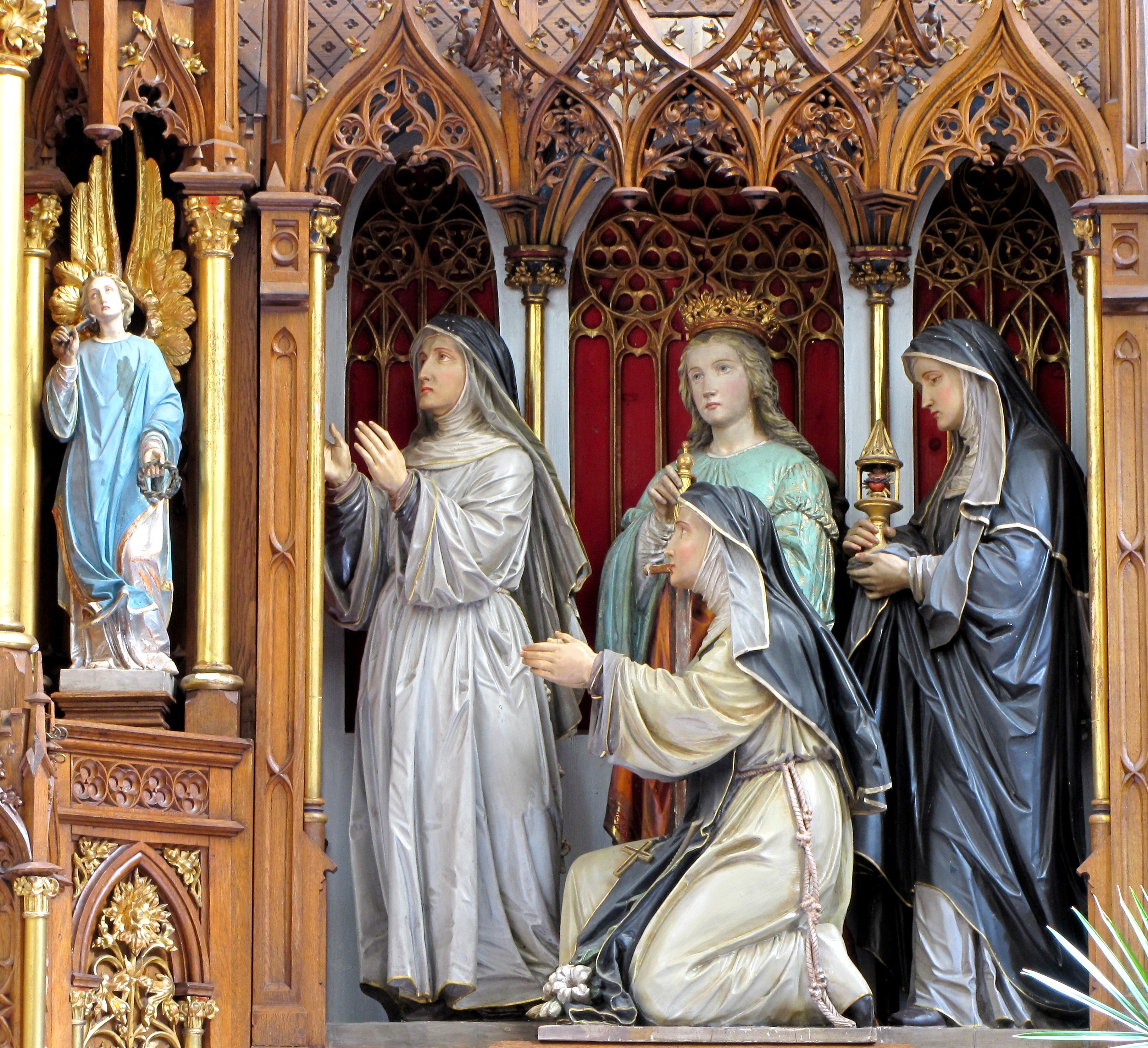
Le monastère d'Helfta, haut-lieu de la mystique affective

La contemplation tend à l'union avec le divin. Trouvant son origine dans un chant d'amour biblique, la spiritualité peut envisager cette union sur le modèle du mariage : l'Époux du texte sacré, c'est Jésus, et l'Épouse c'est l'âme, choisie pour entrer, par la médiation du Christ, parfaite image de Dieu, dans les secrets de la Trinité. Cette mystique dite « sponsale » est donc christocentrique. Elle va développer une écriture, souvent collective, qui exprime l'expérience spirituelle par le biais de visions et de révélations particulières, qui, sans avoir le caractère cosmique des ouvrages d'Hildegarde de Bingen, ne sont jamais séparées d'un contexte liturgique et sacramentel, où l'image a valeur de symbole. Ce faisant, elle constitue un patrimoine de dévotions qui connaîtra de multiples prolongements (pas toujours dans le sens originel) : principalement le Sacré-Cœur, la Vierge médiatrice et l'intercession pour les âmes du Purgatoire. Les œuvres les plus représentatives de cette tendance sont celles rédigées par la moniale sainte Gertrude la Grande, au XIIIe siècle, à Helfta. Toutefois, la mystique sponsale ne se limite pas aux cisterciennes : ainsi les béguines, Hadewijch développe un lyrisme courtois, Lutgarde jette les bases du culte du Sacré-Cœur et Mathilde de Magdebourg s'intéresse au Purgatoire. Elle ne concerne pas seulement les femmes, comme en témoigne la biographie d'Hermann Joseph de Steinfeld. Elle dépasse largement le XIIIe siècle, avec L'Ornement des noces spirituelles de Jan van Ruysbroeck, par exemple.

### La mystique spéculative

#### Chez Eckhart
L'union avec le divin trouve ici sa justification intellectuelle, par l'intermédiaire de l'aristotélisme : la nature a doté l'intellect humain d'une capacité de contempler le Premier Moteur ; et du néoplatonisme : dans son irrésistible remontée vers l'Un, l'âme individuelle réfléchit, comme un miroir (speculum, d'où spéculatif), les perfections de celui-ci. Plus radicalement encore, selon Eckhart, l'âme contient une étincelle de l'Intellect divin, qui lui permet de s'unir intimement à celui-ci. Cependant, cette union ne doit pas être envisagée comme une réalisation personnelle, indépendamment des sacrements (ce qui était la thèse du mouvement du Libre-Esprit). En effet, le baptême octroie le don de la grâce créée, et le chrétien peut alors, de surcroît, aspirer à la grâce incréée : l'Esprit-Saint venant habiter l'âme du croyant. Cette inhabitation trinitaire est le sommet d'un processus de déification de l'humain, lequel processus a été rendu possible par l'incarnation du Verbe (prologue de l'évangile de Jean), et doit prendre modèle sur le comportement vertueux du Christ-Rédempteur, nouvel Adam : humilité, pauvreté, noblesse et surtout détachement, c'est-à-dire liberté profonde de l'âme. En dépit de ce christocentrisme, des difficultés surgissent, du latin au moyen allemand, d'un discours universitaire à une prédication pour les laïcs, dans la formulation des étapes spirituelles : le détachement par rapport au créé ne doit pas aboutir à un quelconque quiétisme ; la saisie de la Déité (fond commun aux personnes trinitaires) dans un au-delà de l'Être, relève de la théologie apophatique (dite négative) et non du panthéisme ; l'union finale, dite « transformante », s'opère sans confusion ni suppression des natures humaine et divine.

#### Chez ses disciples

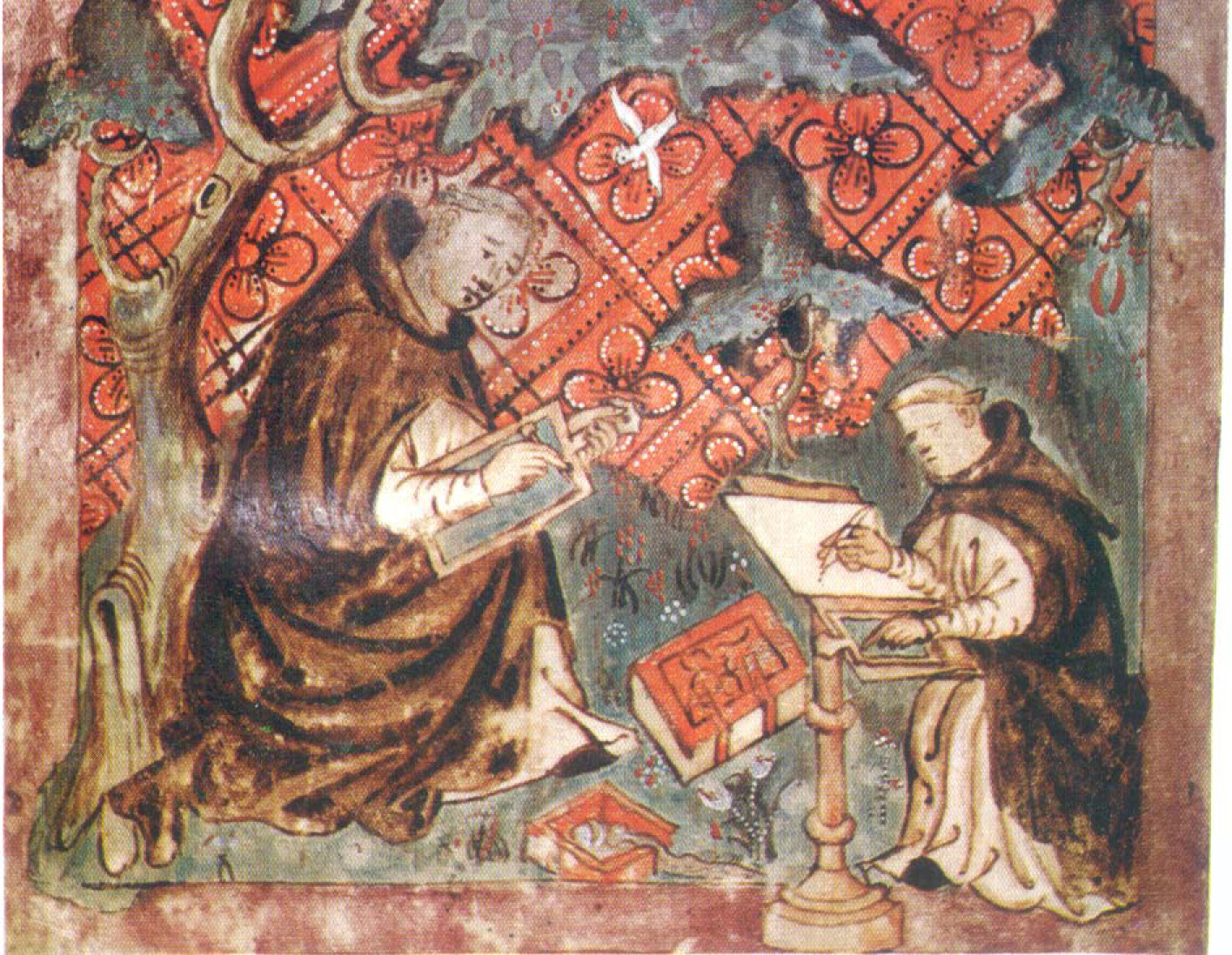
Jan van Ruusbroec, chantre de la mystique rhéno-flamande

La conceptualisation de l'expérience mystique exige donc mise au point théorique et discernement pratique. C'est à cette tâche que s'attellent les disciples d'Eckhart, après la condamnation de certaines thèses de celui-ci. Henri Suso relie l'idéal de détachement à une conformation au Christ souffrant sa Passion, condition pour être transformé dans la déité. Plus sensible à une mystique de Noël, Jean Tauler approfondit dans ses prédications l'idéal d'engendrement du Christ dans l'âme. Ruysbroeck réalise une reprise très critique de la doctrine eckhartienne, supprimant la référence à l'Un pour ne garder que la Trinité, et dénonçant la « vacuité » des spéculations ontologiques, qu'il rend responsable d'un certain quiétisme. Il convient de souligner des communications possibles avec la mystique affective : en réinvestissant la Passion du Christ, Suso renoue avec la mystique sponsale, dont les thèmes dévotionnels seront exploités par ses moniales biographes (dont Elsbeth Stagel), dans un style proche de la Vita d'Hermann Joseph de Steinfeld; en développant une mystique de Noël, Tauler s'apparente au cistercien Guerric d'Igny, qui évoquait déjà un engendrement du Christ dans l'âme ; Ruysbroeck relance, lui aussi, la mystique sponsale et justifie, comme son émule et secrétaire, Jan van Leeuwen (Jean de Louvain), le recours aux images.

## Philosophie

### Mystique spéculative et scolastique
D'un point de vue philosophique, la mystique rhénane spéculative, dominée par la pensée de Maître Eckhart, signe une page de l'histoire de la scolastique ; plus précisément, elle appartient à une troisième période dans l'évolution de celle-ci. Une première période s'est caractérisée, au XIIe siècle, par la redécouverte, dans le monde universitaire naissant, des œuvres d'Aristote (principalement via le monde arabo-andalou et par les sources byzantines), cependant que se maintenait une tradition platonicienne. Au XIIIe siècle, une deuxième période a envisagé l'élaboration de synthèses entre cet aristotélisme aux influences mélangées et la révélation chrétienne : chez les dominicains, c'est l'époque où la Somme théologique de saint Thomas d'Aquin prend la relève de l'éclectisme de saint Albert le Grand. Cependant, en 1277, l'évêque de Paris, Étienne Tempier, décide de mettre un frein à cet enthousiasme aristotélicien, en condamnant 219 thèses de maîtres de la faculté des arts (professeurs de philosophie). La condamnation de ce que l'on a nommé l'averroïsme latin, frappe principalement un enseignement marqué par l'intellectualisme, c'est-à-dire l'affirmation d'une capacité naturelle de l'intellect humain à contempler le divin (selon les censeurs, indépendamment de la Révélation). Cette condamnation va tourner à l'avantage du néoplatonisme, que l'on pouvait trouver, soit dans les classiques du genre, chez le Pseudo-Denys ou Jean Scot Érigène ; soit, sous-jacent, dans les ouvrages de saint Augustin ou le corpus aristotélicien, lequel contenait, en effet, des apocryphes et des commentaires inspirés du néoplatonisme ; soit encore chez des philosophes comme Proclus dont on redécouvrait et traduisait à ce moment-là les œuvres. La troisième période de la scolastique se trouve ainsi marquée par un rééquilibrage dans l'utilisation de l'aristotélisme, et une référence plus marquée aux grandes intuitions religieuses de Plotin.

### Mystique spéculative et intellectualisme

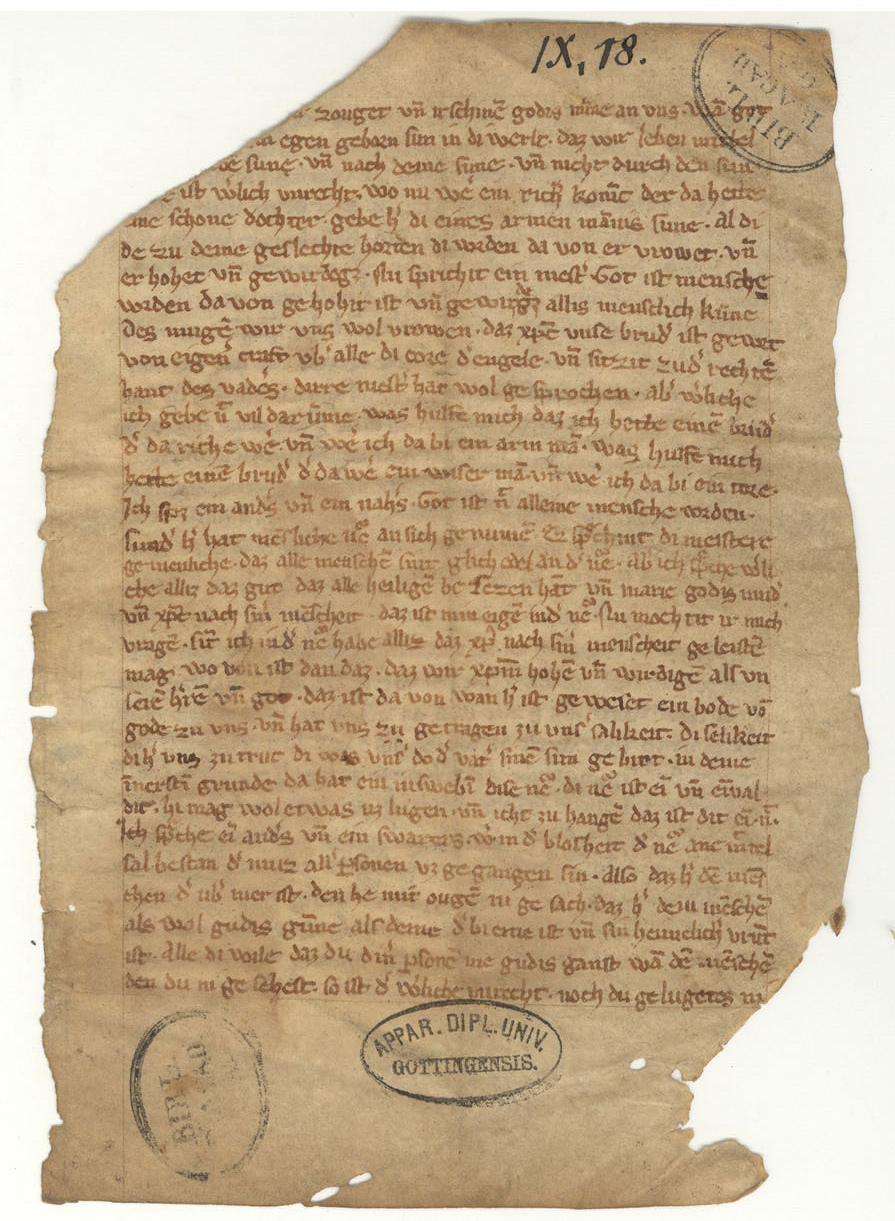
Fragment d'un manuscrit d'Eckhart, le maître de la mystique spéculative

Maître Eckhart a été formé au studium generale dominicain de Cologne, dans le dernier quart du XIIIe siècle, alors que le thomisme commence à s'imposer comme l'école officielle de l'Ordre. À son tour, il va se situer dans la perspective intellectualiste de l'Aquinate, et même radicaliser cette position, sous l'influence directe de Proclus, mais également d'un néoplatonisme largement employé par Albert le Grand, puis par Thierry de Freiberg. À ce propos, la dispute quodlibétique Utrum in Deo sit idem esse et intelligere, tenue en 1302, à Paris, contre le franciscain Gonzalve d'Espagne, est révélatrice de son orientation fondamentale. Pour lui, il faut poser, au fondement de l'Être et antérieur à celui-ci, une certaine intellection ; et Dieu doit avant tout être défini comme cet acte de connaître, pur et infini. Dans ce cas, on considérera que ce qui relève de l'intelligence, comme Dieu, ne relève pas de l'Être ; et en ce sens, Dieu n'est pas, comme le soulignerait également la  théologie négative.
En revanche, dans ce qui relève de l'être, l'âme humaine, créée à l'image de Dieu, participe de ce Connaître divin, par sa faculté intellective ; c'est pourquoi elle peut être dite « déiforme » et recevoir la grâce d'en-haut. Dix ans plus tard, dans ses Quaestiones disputatae, le maître, qui enseigne alors à l'université de Paris, réaffirmera ses positions : Dieu tire son Unité parfaite d'un intelligere parfait ; c'est donc parce qu'il connaît qu'il est (pour Thomas d'Aquin, c'était le contraire), et l'Être ne réside en Dieu que comme une perfection secondaire : en tant que cause de tout ce qui n'est pas lui. Dès lors, au sommet de son ontologie, Eckhart place la Deitas, unité primordiale (comme dans le néoplatonisme), essence divine qu'il assimile à l'Intellect, laquelle sort de sa paisible immobilité au profit des processions trinitaires : le Père est identifié à l'intelligere, le Fils au vivere, et l'Esprit à l'esse, cette ultime perfection se retrouvant également dans la création. Au sein de celle-ci, l'âme humaine présente la particularité de contenir une « étincelle » de l'Intellect divin qui lui garantit l'accès le plus direct à la divinité. Le passage de la métaphysique à la mystique est ainsi assuré, puisqu'il suffira de se détacher du créé et de revenir à ce fond de l'âme, pour se trouver uni à la Simplicité divine.

## Postérité

### Les Temps modernes

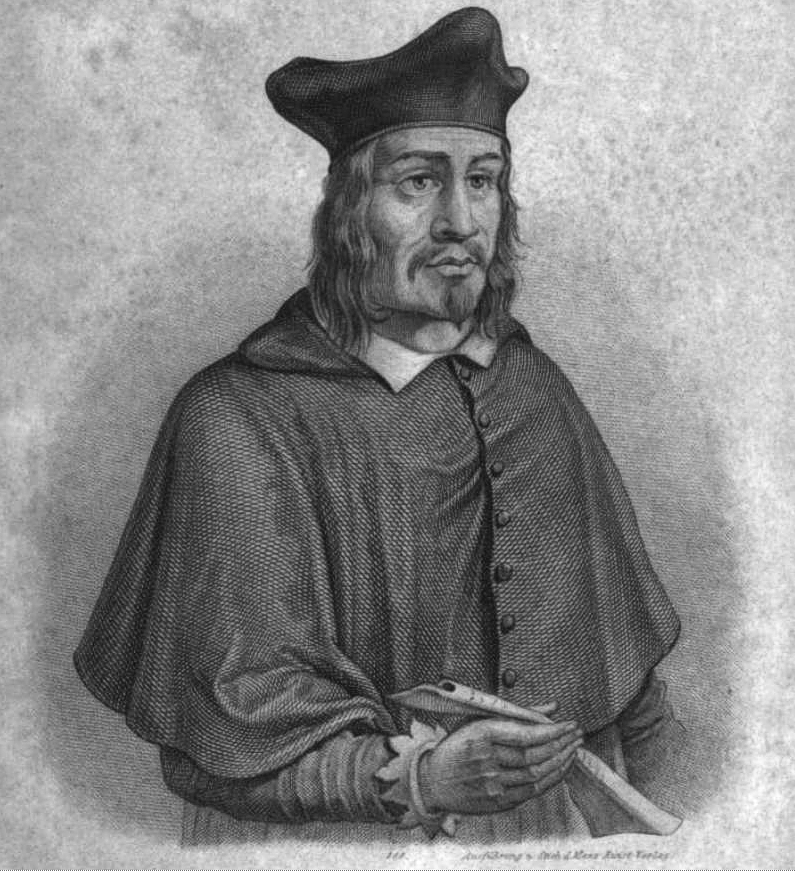
Angelus Silesius, continuateur de la Mystique rhénane dans l'Allemagne du XVIIe siècle

Le destin de la mystique rhénane aux Temps modernes se joue sur l'arrière-fond de la Contre-Réforme : inquisition dirigée contre les illuminés dans le Sud de l'Europe, lutte contre les protestants dans le Nord. En Espagne, les réformateurs du Carmel assimilent la tendance spéculative, dite « abstraite », aux hérésies des Alumbrados ; sainte Thérèse d'Avila ne retiendra que la tendance affective, dont elle a pris connaissance par Louis de Blois-Châtillon, héritier d'Harphius. Dans les Pays-Bas méridionaux comme en France, en effet, la tradition spéculative, vulgarisée par les œuvres de ce dernier, est entretenue avec soin, spécialement chez les capucins (Benoît de Canfield, Constantin de Barbanson) et les chartreux (leurs confrères de Cologne ayant réalisé l'édition classique des principaux mystiques rhénans). Mais ce sont les carmélites et les carmes espagnols qui, à leur arrivée en France au début du XVIIe siècle, vont déclencher la polémique contre une spiritualité qu'ils jugent trop théocentrique et pas assez christocentrique. Orchestrée par les PP. Jérôme Gratien de la Mère de Dieu et Thomas de Jésus, cette campagne de dénigrement tente de faire pression sur le Saint-Siège pour que celui-ci condamne et interdise la mystique spéculative. Les résultats concrets sont minces : en 1612, la mise à l'Index de la Theologia deutsch, que la reprise par Luther avait rendue évidemment suspecte ; et quelques mesures sporadiques dans les ordres incriminés et les régions concernées. C'était toutefois suffisant pour que l'école française de spiritualité réoriente sa doctrine dans une perspective plus christocentrique, et qu'un certain soupçon continue à peser sur les mystiques catholiques, lesquels se feront de plus en plus rares, au point de disparaître à peu près complètement au XVIIIe siècle. 
En revanche, la tendance affective triomphe dans la mise en scène baroque des dévotions au Saint-Sacrement, au Sacré-Cœur ou à l'Enfant Jésus, celles-ci faisant l'objet de réélaborations parfois assez éloignées de leur origine médiévale. En outre, il semble qu'au sein du piétisme allemand, une certaine tradition spéculative se soit mieux maintenue, comme en témoignent probablement les théosophies de Valentin Weigel ou de Jakob Böhme, et assurément les œuvres spirituelles d'Angelus Silesius, protestant converti au catholicisme.

### L'Époque contemporaine
D'Allemagne vient la redécouverte de la mystique rhénane, dans la première partie du XIXe siècle, sous l'influence du romantisme, du nationalisme et de la philosophie de l'esprit. Parmi les philosophes, Franz Baader (1765-1841), puis Friedrich Hegel (1770-1831) s'intéressent à Eckhart. Une première édition des sermons de celui-ci par Pfeiffer en 1857, retient aussi l'attention de Schopenhauer (1788-1860), lequel rattache assez aisément le retour eckhartien au « non-être » divin, à son concept personnel de négation du vouloir-vivre. Du côté catholique, alors que les dévotions affectives continuent à soutenir l'expression populaire de la foi, il faut attendre l'année 1873 et le père Deniffle (1844-1905), un dominicain, pour assister à la lente réhabilitation théologique d'Eckhart, jusque-là toujours taxé de panthéisme.

#### Personnalités liées au mysticisme (chrétien)
- Origène (185-253)
- Basile de Césarée (329-379)
- Grégoire de Nazianze (329-390)
- Grégoire de Nysse (335-395)
- Jean Chrysostome (344-407)
- Augustin d'Hippone (354-430)
- Martianus Capella (360-428)
- Proclus (412-485)
- Boèce (480-524)
- Pseudo-Denys l'Aréopagite (actif vers 500)
- Maxime le Confesseur (580-662)
- Jean Scot Érigène (vers 800-877)
- Guerric d'Igny (1070-1157)
- Rupert de Deutz (1070-1129)
- Guillaume de Saint-Thierry (1085-1148)
- Bernard de Clairvaux (1090-1153)
- Jutta von Sponheim (1092-1136)
- Hildegarde von Bingen (1098-1179)
- Philippe de Harveng (vers 1100-1183)
- Pierre Lombard (vers 1100-1160)
- Alain de Lille (vers 1116-1203)
- Élisabeth de Schönau (1129-1164)
- Moïse Maïmonide (1138-1204)
- Juda de Ratisbonne (Judas le Pieux, Yéhuda Hassid, vers 1150-1217)
- Hermann Joseph (1150-1241, de Steinfeld)
- Marie d'Oignies (1177-1213)
- Lutgarde de Tongres (1182-1246, sainte)
- Ida of Nivelles (en) (vers 1190-1231)
- Julienne de Cornillon (1193-1258)
- Béatrice de Nazareth (1200-1268)
- Hadewijch d'Anvers (1200-1260)
- David d'Augsbourg (1200-1272)
- Albert le Grand (1200-1280)
- Mathilde de Magdebourg (1207-1283)
- Guglielma de Milan (vers 1210-1281)
- Bonaventure de Bagnoregio (vers 1217-1274)
- Thomas d'Aquin (1225-1274)
- Jacopone da Todi (1230-1306)
- Raymond Lulle (1232-1315)
- Gertrude de Hackeborn (1232-1291)
- Guigues du Pont (vers 1240-1297)
- Mechtilde de Hackeborn (1241-1298)
- Christina von Stommeln (1242-1312)
- Agnès Blannbekin (vers 1244-1315)
- Pierre de Jean Olivi (1248-1298)
- Angèle de Foligno (1248-1309)
- Thierry de Freiberg (1250-1310)
- Hugues de Balma (vers 1250-1305)
- Marguerite Porète (1250-1310)
- Catherine de Gueberschwihr (vers 1250-1345)
- Friedrich Sunder (de) (1254-1328)
- Jean de Paris  (1255-1306, de Soardis / Quidort)
- Gonzalve d'Espagne (1255-1313)
- Gertrude de Helfta (1256-1302)
- Maître Eckhart (1260-1328)
- Jean Duns Scot (1266-1308)
- Guillaume Durand de Saint-Pourçain (1270-1334)
- Heilwige Bloemart (1270-1335)
- Lukardis d'Oberweimar (de) (vers 1276-1309)
- Christine Ebner (1277-1356)
- Anne de Munzingen (de) (vers 1280-1327)
- Gertrud von Ortenberg (de) (vers 1280-1335)
- Elsbeth von Oye (de) (vers 1280-1350)
- Jean de Dambach (1288-1372)
- Richard Rolle (1290-1349)
- Marguerite Ebner (1291-1351)
- Jan van Ruysbroeck (1293-1381)
- Berthold de Moosburg (vers 1295-1361)
- Grégoire l'Hésychaste (vers 1300-1360)
- Jean Tauler (1300-1361)
- Elsbeth Stagel (1300-1360)
- Ludolphe le Chartreux (1300-1378, de Saxe)
- Brigitte de Suède (1303-1373)
- Adelheid Langmann (en) (1306-1375)
- L'Ami de Dieu de l'Oberland (vers 1350)
- Henri Eger de Calcar (1328-1408)
- Gérard Groote (1340-1384)
- Walter Hilton (1340-1396)
- Julienne de Norwich (1342-1416)
- Catherine de Sienne (1347-1380)
- Johannes Brinckerinck (nl) (1359-1419)
- Gerard Zerbolt of Zutphen (en) (1367-1398)
- Margery Kempe (1373-1436)
- Colette de Corbie (1381-1447)
- Vincent d'Aggsbach (1389-1464)
- Jan van Eyck (1390-1441)
- Henrik Kalteisen (en) (1390-1465)
- Johann Vos van Heusden (1391-1424)
- Heymeric de Campo (1395-1460)
- Rogier van der Weyden (1400-1464)
- Harphius (1400-1478)
- Nicolas de Cues (1401-1464)
- Denys le Chartreux (1402-1471)
- Nicolas de Flüe (1417-1487)
- Hans Memling (1440-1494)
- Catherine de Gênes (1447-1510)
- Jan Mombaer (1460-1501)
- Johannes Trithemius (1462-1516)
- Charles de Bovelles (1479-1566)
- Caspar Schwenckfeld von Ossig (1489-1561)
- Pilgram Marpeck (1495-1556)
- Luis de Montoya (1497-1569)
- Henry Nicholis (1501-1580)
- Louis de Blois-Châtillon (1506-1566)
- Hendrik Jansen van Barrefelt (1520-1594, Hiël)
- Pierre Canisius (1521-1597, d’Hondt)
- Laurentius Surius (1522-1578)
- Catherine de Ricci (1522-1590)
- Catalina Tomas (1533-1574)
- Valentin Weigel (1533-1588)
- Jean de la Croix (1542-1591)
- Giordano Bruno (1548-1600)
- Daniel Sudermann (1550-1631)
- Benoît de Canfield (1562-1611)
- Jakob Böhme (1575-1624)
- Pierre de Bérulle (1575-1629)
- Comenius (1592-1670)
- Jean-Joseph Surin (1600-1665)
- Laurent de la Résurrection (1614-1691)
- Séraphine de Dieu (1621-1699)
- Blaise Pascal (1623-1662)
- Maria Petyt (1623-1677)
- Angelus Silesius (1624-1677)
- Philipp Jacob Spener (1635-1705)
- Johann Jacob Zimmermann (1644-1693)
- Marguerite-Marie Alacoque (1647-1690)
- Quirinus Kuhlmann (en) (1651-1689)
- Georg von Welling (en) (1655-1727)
- August Hermann Francke (1663-1727)
- Johannes Kelpius (vers 1667-1708)
- Friedrich Christoph Oetinger (1702-1782)
- Marie-Françoise des Cinq-Plaies (1715-1791)
- Johann Gottlieb Fichte (1762-1814)
- Franz Xaver von Baader (1765-1842)
- Georg Wilhelm Friedrich Hegel (1770-1831)
- Caspar David Friedrich (1774-1840)
- Louise Lateau (1850-1883)
- Jeanne Schmitz-Rouly (1891-1979)